# 郝孔昭
郝孔昭（1542年—？），字起潛，號鹿野，直隸滁州來安縣人，民籍，明朝政治人物。

## 生平
嘉靖四十年（1561年）辛酉科應天府鄉試第二十六名舉人。隆慶五年（1571年）中式辛未科會試第三百七十三名，三甲第二百二十一名進士。刑部觀政，授常山县知县，卒于官。著有《四書詩經講義》、《式蒙初稿》、《論草策》。

## 家族
曾祖郝宣；祖父郝喜；父郝柱，母張氏。具庆下。兄世奇（训导）、世彦（知县）。